# Baryonyx
Baryonyx ("tung klo") var en fiskätande theropod dinosaurie i familjen spinosaurider. Rovdjuret levde på fisk som den fångade med hjälp av sin tre decimeter långa tumklo och de nittiosex koniska tänder som den hade i de krokodillika käkarna. Med klon kunde de möjligen även riva större byten. 
Man har hittat rester efter Baryonyx i England, Spanien och Portugal. Liknande klor har hittats i Niger i Västafrika. En klo av Baryonyx hittades för första gången 1983 av amatörfossilsamlaren William Walker i en lergrop i Surrey, England. Nära fyndplatsen för klon fann man ett nästan komplett skelett, där det enda som saknades var svansen. Fyra år senare fick den nya dinosaurien sitt namn av dinosaurieforskarna Angela Milner och Alan Charig från Natural History Museum i London år 1987. 
Det fullständiga namnet, Baryonyx walkeri, betyder ”Walkers tunga klo”. Den levde för 125 miljoner år sedan i början av krita och blev upp till 7.5 meter lång, två och en halv meter hög över höfterna och kunde väga mellan 1,5 och 2 ton.